# Vilarinho (Vila Verde)
Vilarinho ist ein Ort und eine ehemalige Gemeinde (Freguesia) im Norden Portugals. Sie gehört zum Kreis Vila Verde im Distrikt Braga. Die Gemeinde hatte eine Fläche von 1,31 km² und 406 Einwohner (Stand 30. Juni 2011).

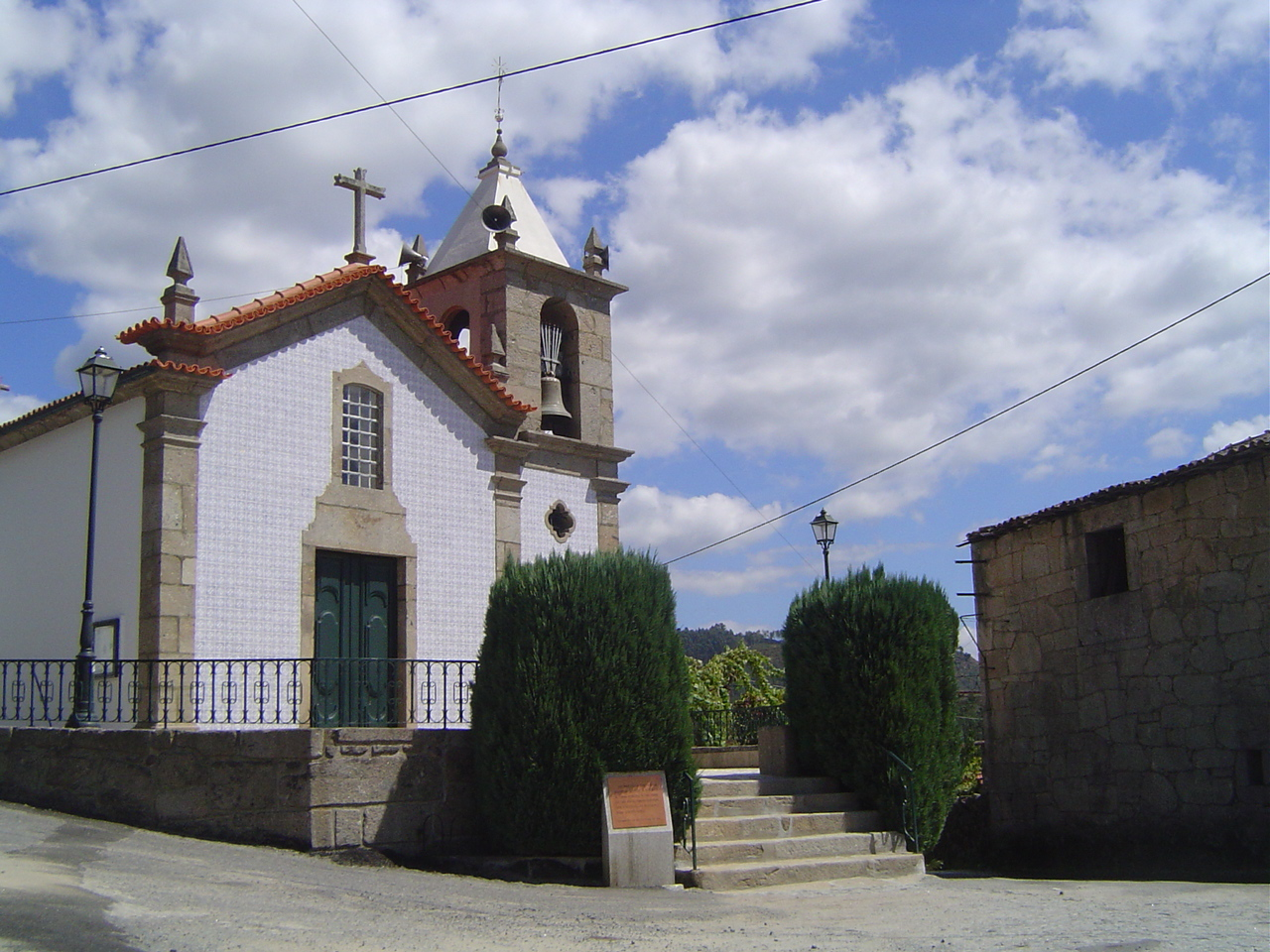
Pfarrkirche von Vilarinho

Am 29. September 2013 wurden die Gemeinden Vilarinho, Barros, Gomide und Sande zur neuen Gemeinde União das Freguesias de Sande, Vilarinho, Barros e Gomide zusammengeschlossen.